# Wolde Selassie
Wolde Selassie (Tigrinya ወልደስላሴ; * ca. 1736; † 28. Mai 1816) war der Ras der Provinz Tigray von 1788 bis 1816, und Enderase (Regent) des Kaiserreich Abessinien zwischen 1797 und 1800. John J. Halls beschreibt in seinen Erinnerungen Life and Correspondence of Henry Salt diesen mächtigen Feldherrn als „klein von Statur und zierlich, flink im Auftreten, mit scharfem Ausdruck und beträchtlicher Würde im Benehmen“. Nathaniel Pearce erwähnt auch, dass Ras Wolde ein leidenschaftlicher Schachspieler war und „von morgens bis abends spielte“.

## Leben
Wolde Selassie, der dem Adel von Antalo in Enderta entstammte, ging aus jahrelangen internen Kämpfen als Herrscher von Tigray, Hamasien und Mareb Melash (Eritrea) hervor; Nathaniel Pearce beschreibt eine Begegnung, bei der er sich einen Namen machte, indem er im Alleingang die Brüder Abel und Cail tötete, „zwei von Ras Michaels auserwählten Männern“, die von Michael geschickt worden waren, um Wolde Selasse zu töten. Obwohl Ras Mikael Sehul von dieser Tapferkeit so beeindruckt war, dass er versuchte, mit ihm Frieden zu schließen, erinnerte sich Wolde Selassie daran, wie der ältere Mann seinen Vater getötet hatte, und bis zu dessen Tod verbrachte er seine Jahre im Exil in Wällo und Godscham.
Wolde Gabriel, der Enkel von Ras Mikael, versuchte Wolde Selassie zu vernichten, als dieser in Wogera war, aber laut Pearce zog Wolde Gabriel nach einer zwanzigtägigen Belagerung den Kürzeren und schloss Frieden, indem er ihn zum Balgadda, dem Statthalter der Salzgewinnungsgebiete, ernannte. Nach dem Tod von Wolde Gabriel in der Schlacht gegen Ras Aligaz von Yejju, dem damaligen kaiserlichen Regenten von Abessinien, bat Wolde Selassie Kaiser Tekle Giyorgis I. um die Statthalterschaft seines Königreichs Enderta, aber der Kaiser machte „in seiner üblichen Böswilligkeit“ („according to his usual bad faith“) stattdessen einen anderen Kriegsherrn, Ras Gebre Masqal, zum Statthalter von Enderta. Wolde Selassie marschierte daraufhin rasch mit einer kleineren Armee gegen die Armee des Ras, die er besiegte, drang dann in Gebre Masqals Lager ein und nahm den Ras gefangen. Kurz darauf marschierte er nach Gondar. Die beiden Kaiser Tekle Haymanot und Tekle Giyorgis verliehen Wolde Sellasie 1790 die Titel „Ras“ und „Bitwoded“ des Abessinienreichs.
Wolde Selassie richtete seinen Regierungssitz in Chalacot ein, behielt aber seine Hauptstadt in Antalo in der Provinz Enderta. Er erbaute vier Paläste in Chelekot, Antalo, Felegdaro und Mekelle, alle in Enderta. Er spielte eine Rolle in der Politik des kaiserlichen Throns, unter anderem indem er Kaiser Tekle Giyorgis I. 1799 und 1800 Unterschlupf gewährte, und wurde 1813 vom ehemaligen Kaiser Ba’eda Mariam II. besucht. Obwohl er zunächst mit Ras Aligaz, dem kaiserlichen Regenten, zusammenarbeitete, forderte Wolde Selassie ihn mit zunehmender Macht um dieses Amt heraus, bevor Aligaz 1803 starb.  Die ersten Jahre des 19. Jahrhunderts waren geprägt von heftigen Feldzügen zwischen Ras Gugsa von Begemder und Wolde Selassie von Tigray, die um die Kontrolle über die Galionsfigur Kaiser Egwala Seyon kämpften. Selassie ging daraus schließlich als Sieger hervor und regierte als Enderase praktisch das ganze Land bis zu seinem Tod im Jahr 1816.
Wolde Selassie, war ein konservativer Christ, der die monarchischen Traditionen Äthiopiens sehr schätzte und die Parvenüs von Yejju hasste. Er schlug sie zurück, indem er Azebo und Raya erfolgreich eroberte und die Kontrolle über alle wichtigen Pässe in Lasta übernahm, die nach Tigray führen. Dann richtete er seine Aufmerksamkeit auf die Küste und setzte langsam aber sicher seine Oberhoheit über die dortigen muslimischen Behörden durch, bis er schließlich ihren Handel im Landesinneren kontrollieren und besteuern konnte. Die Einnahmen nutzte er, um seine Armee auszubilden, zu reformieren und neu auszurüsten, und zu Beginn des 19. Jahrhunderts war Wolde Selassie die mit Abstand führende Persönlichkeit Abessiniens und sicherlich der wichtigste Verfechter der salomonischen Tradition. Selassie übertraf mit seiner Macht die dabei furchterregenden Ras Aligaz von Yejju, Ras Gugsa von Gojam und den Yejju-Häuptling Gojje. Und in seinen riesigen Provinzen und Bezirken wurden ihm alle Arten von Verbrechen, Missständen, Aufständen, Streitigkeiten und Erbkonflikte direkt vorgebracht und die meisten Kriege wurden von ihm persönlich geführt.
Laut Paul Henze war Selassie der erste Herrscher dieser Zeit, der engen Kontakt zu Europäern hatte. Er beherbergte drei britische Diplomaten: George Annesley, Viscount Valentia, seinen Sekretär Henry Salt und Pearce. Salts Ankunft in Abessinien gipfelte in der Unterzeichnung eines Freundschaftsvertrags im Jahr 1805, wobei Wolde Selassie Abessinien vertrat und ersterer Großbritannien. Henry Salt schlug außerdem vor, Handel mit Großbritannien zu treiben. Wolde Selassie erkannte schnell mögliche Vorteile in den Beziehungen zu Großbritannien und versprach, einen solchen Handel mit allen ihm zur Verfügung stehenden Mitteln zu fördern. Er gab sich als Realist zu erkennen und sprach, so Salt, mit „großer Aufrichtigkeit“ („great sincerity“), äußerte jedoch dennoch die Befürchtung, sein Land könne möglicherweise nicht in der Lage sein, wertvolle Waren in ausreichender Menge zu liefern, um unsere Kaufleute für einen derart prekären Handel zu belohnen. insbesondere, da die Abessinier mit Handelsgeschäften nicht sehr vertraut waren... Könnte jedoch ein Plan zur Umgehung dieser Schwierigkeiten ausgearbeitet werden... würde er seiner Umsetzung ohne weiteres zustimmen.
Wolde Selassie erwähnte auch ein großes Hindernis für die Äthiopier: Die Ägypter kontrollierten den Hafen von Massawa, den sie vom Osmanischen Reich erworben hatten. Er erinnerte König Georg daran, dass es für Abessinien aufgrund ihrer „Seeüberlegenheit im Roten Meer“ („naval superiority in the red sea“) schwierig werden könnte, Zugang zu diesem Hafen zu erhalten. Sellasies Bemühungen trugen jedoch langfristig Früchte, da seine Nachfolger Dejazmatch Wube von Semien und Tigray und Kaiser Joas II. den Vertrag zwischen ihm und dem Königreich Großbritannien fortführten.
Nathaniel Pearce lebte von etwa 1808 bis zu dessen Tod bei Ras Wolde. Pearces Tagebuch über seinen Aufenthalt ist nicht nur wertvoll für die Geschichte dieser Zeit, sondern liefert auch zahlreiche Details über das tägliche Leben in Äthiopien.
Nach einer Zeit innerer Kriege in der Provinz Tigray siegte der nicht-tigrayische, Saho sprechende Irob-Kriegsherr Sabagadis Woldu und wurde 1822 der neue Herrscher der Provinz.

## Würdigungen
Auf Betreiben von Selassie erhielt Äthiopien seit dem Tod von Yosab III. im Jahr 1804 seinen ersten Abuna, den religiösen Führer, aus Ägypten: Qerellos III. (1816–1828), der seinen Wohnsitz in Antalo hatte.
Der britische Diplomat Henry Salt beschrieb Wolde Sellasie als „ausgezeichnet noch mehr durch seine Unerschrockenheit und Entschlossenheit als durch die Politik, mit der er das Land unter seinem Kommando einheitlich regierte; er war erfolgreich an über vierzig Schlachten beteiligt und zeigte dabei eine allzu große Missachtung seiner eigenen persönlichen Sicherheit im Kampf.“ Ein anderer britischer Reisender, Mansfield Parkyns, fügt hinzu: „Wolde Selasie regierte fünfundzwanzig Jahre lang und erlangte und bewahrte während dieser langen Zeit den Ruf eines guten und weisen Prinzen.“

## Familie und Nachkommen
Selassie war der Sohn von Dejazmach Kefla Iyasus, dem Gouverneur der Provinz Enderta. Zu seinen Frauen gehörten Mentewab (gestorben 1812 an Pocken), die Schwester von Kaiser Egwale Seyon; und Sahin, die Tochter von Kaiser Tekle Giyorgis I. Seine Brüder waren unter anderen Dejazmach Bilaten-Geta Mennase, Sebhato (Sevatu), Dejazmach Debbab, der Urgroßvater von Yohannes IV., sowie Ato Gabre Massea (der jüngste Bruder von Wolde Selassie, ein Sohn von Kefla Iyasus mit einer anderen Frau).
Er hatte den Sohn Gebre  Egziabher (1801).
Selassie starb im Alter von 80 Jahren eines natürlichen Todes in seiner Residenz in Hintalo, Enderta.